# Смешанная депрессия
Смешанная депрессия (депрессивное смешанное состояние, англ. mixed depression, depression with mixed features, depressive mixed states) — депрессия, в структуре которой наблюдается повышенная двигательная и речевая активность. Как правило, под смешанной депрессией подразумевается большое депрессивное расстройство, сочетающееся с некоторыми симптомами мании или гипомании (по мнению большинства исследователей, симптомы мании или гипомании при смешанной депрессии носят субсиндромальный характер). Большинство исследователей предполагает, что сочетание депрессивных и (гипо)маниакальных симптомов при смешанной депрессии является относительно стабильным — иными словами, её не следует путать с быстрой цикличностью.
Смешанная депрессия встречается как при биполярном расстройстве, так и при униполярной депрессии и часто бывает обусловлена применением антидепрессантов. В возникновении смешанной депрессии могут, по мнению исследователей, играть роль особенности базового темперамента — такие, как личностная эмоциональная лабильность, гипертимический или циклотимический темперамент, пограничное расстройство личности. Смешанная депрессия чаще встречается у женщин, чем у мужчин, и чаще у детей и подростков, чем у взрослых.
Смешанной депрессии присущи такие качества, как прогностическая неблагоприятность и низкая эффективность психофармакотерапии, склонность к более ранней, чем при «чистой» депрессии, манифестации и к затяжному течению, связь с суицидальностью, наличие биполярных расстройств в семейном анамнезе, резистентность к антидепрессантам, наличие коморбидных тревожных симптомов. Антидепрессанты ухудшают состояние пациентов при смешанной депрессии. Риск самоубийства, вызванного антидепрессантами, может быть особенно высок в педиатрической популяции из-за частого наличия у детей симптомов смешанной депрессии.

## Клинические проявления
К наиболее частым симптомам смешанной депрессии относятся психическое возбуждение или внутреннее напряжение, ажитация, отсутствие заторможенности, драматическое описание пациентом своих страданий или приступы плача, повышенная разговорчивость, скачка идей или наплывы мыслей, субъективно ощущаемое ускорение мыслей, повышение энергичности или целенаправленной активности, вовлекаемость в занятия с высоким риском нежелательных последствий, раздражительность, отвлекаемость внимания, импульсивность, завышенная самооценка или грандиозность, речевой напор, сексуальное возбуждение, гнев, эмоциональная лабильность.
В российской специальной литературе среди смешанных депрессивных состояний выделяются на базе концепции аффективной триады два синдромальных варианта: гипердинамическая и ассоциативно-ускоренная депрессия.

## Распространённость
Смешанная депрессия представляет собой частое явление у пациентов, страдающих депрессивными расстройствами: так, исследование, охватившее 19 198 участников с депрессией, манией и гипоманией, показало, что у пациентов, чьё состояние соответствовало критериям большого депрессивного расстройства, признаки смешанной депрессии наблюдались в 23,8 % случаев, а у пациентов с биполярной депрессией признаки смешанной депрессии наблюдались в 35,2 % случаев.
Впрочем, существуют и другие данные относительно распространённости смешанной депрессии при биполярном расстройстве — от 0,2 до 70 % в зависимости от применявшихся критериев: от 0,2 % до 50 % согласно критериям DSM, подразумевающим наличие ≥3 маниакальных симптомов; 60 % согласно критериям Э. Крепелина; 70 % согласно критерию наличия отдельных маниакальных симптомов в структуре депрессивного расстройства.

## Диагностика
Адекватная диагностика смешанной депрессии очень важна, поскольку без этого невозможна правильная терапевтическая тактика. Применение нормотимиков при данной разновидности депрессии часто улучшает состояние пациентов, в то время как монотерапия антидепрессантами может усилить симптомы (гипо)мании у пациентов со смешанной депрессией и вызвать инверсию аффекта (то есть развитие маниакального или гипоманиакального состояния). Также она может усугубить смешанную депрессию или возбуждение, которое является основным фактором суицидального поведения, — иначе говоря, она может создать предпосылки для формирования суицидальных тенденций. Кроме того, монотерапия антидепрессантами нередко вызывает резистентность к лечению, снижает вероятность терапевтического эффекта последующего лечения нормотимиками и приводит к годам ненужных страданий.
Очень важно, чтобы пациенты с большим депрессивным расстройством были ещё до начала лечения оценены на наличие у них каких-либо симптомов (гипо)мании и на наличие в семейном анамнезе расстройств настроения, включая биполярное расстройство. Особенно важно проводить эту оценку ещё до начала монотерапии антидепрессантами у детей и подростков с депрессией.

### Критерии DSM-5
Согласно DSM-5, для диагностики смешанной депрессии необходимо полное соответствие критериям большого депрессивного расстройства плюс наличие как минимум трёх (гипо)маниакальных симптомов.
Диагностические критерии большого депрессивного расстройства согласно DSM-5:
- Либо подавленное настроение, либо ангедония/потеря интереса, при этом обязательно должны наблюдаться как минимум четыре из следующих симптомов:
  - Изменения веса/аппетита
  - Нарушения сна
  - Психомоторное возбуждение или заторможенность
  - Усталость
  - Чувство бесполезности или вины
  - Исполнительная дисфункция
  - Суицидальные намерения или мысли о смерти
- Может относиться к униполярной депрессии либо биполярной депрессии в рамках биполярного расстройства II типа или в рамках биполярного расстройства I типа

Диагностические критерии смешанной депрессии согласно DSM-5:
- Полные критерии большого депрессивного расстройства и по меньшей мере три из следующих (гипо)маниакальных симптомов на протяжении большинства дней текущего или последнего депрессивного эпизода:
  - Повышенное, приподнятое настроение
  - Завышенная самооценка или идеи величия
  - Бо́льшая разговорчивость, чем обычно, или речевой напор
  - Скачка идей или субъективное ощущение ускорения мыслей
  - Увеличение энергии или целенаправленной деятельности
  - Более частое или чрезмерное участие в мероприятиях, которые могут иметь неблагоприятные последствия
  - Снижение потребности во сне
- Может относиться к униполярной депрессии либо биполярной депрессии в рамках биполярного расстройства II типа или в рамках биполярного расстройства I типа

### Диагностические критерии, альтернативные критериям DSM-5
В связи с сомнениями относительно того, полностью ли охвачены симптомы смешанной депрессии диагностическими критериями DSM-5 (эти критерии позволяют выявить смешанную депрессию лишь у небольшой части пациентов, реально ею страдающих), а также сложностями отличения смешанной депрессии от коморбидных расстройств или других состояний были предложены альтернативные диагностические критерии:
- Раздражительность
- Беспокойство
- Отвлекаемость
- Психомоторное возбуждение
- Скачка идей или наплывы мыслей
- Начальная или умеренная бессонница
- Нерешительность
- Гнев
- Повышенная разговорчивость
- Эмоциональная лабильность/плаксивость
- Внутреннее напряжение
- Руминация
- Импульсивность
- Рискованное поведение

Кроме того, важно узнать о наличии у пациента коморбидных расстройств, таких как, в частности, мигрень, тревожные расстройства, злоупотребление алкоголем или наркотиками, ожирение, переедание, синдром дефицита внимания и гиперактивности. Хотя эти коморбидные расстройства наблюдаются как у лиц, страдающих биполярным расстройством, так и у лиц, страдающих большим депрессивным расстройством, существуют данные, показывающие, что пациенты с биполярным расстройством (особенно пациенты с биполярным расстройством II типа, а также дети и подростки) более подвержены этим коморбидным заболеваниям.

### Дифференциальная диагностика
Ключевой проблемой дифференциальной диагностики смешанной депрессии является необходимость отличать смешанную депрессию от униполярной депрессии и от пограничного расстройства личности, а также от сочетания униполярной депрессии с расстройствами, вызванными употреблением психоактивных веществ. Важно также отличать смешанную депрессию от посттравматического стрессового расстройства, синдрома дефицита внимания и гиперактивности, побочных эффектов некоторых лекарств (например, леводопа, кортикостероиды, стимуляторы), последствий употребления кофеина, органических поражений ЦНС, инфекций (ВИЧ, сифилис и др.), рассеянного склероза, заболеваний щитовидной железы, расстройств поведения, циклотимического темперамента, нарциссического расстройства личности, ажитированной или тревожной депрессии.
Существует, впрочем, предположение, что ажитированная депрессия (большое депрессивное расстройство с психомоторным возбуждением) представляет собой форму смешанной депрессии, так как она часто возникает наряду с другими симптомами гипомании. В то же время существует и точка зрения, что ажитированная депрессия не относится к смешанной депрессии и представляет собой разновидность «чистой» депрессии, а также что психомоторное возбуждение может представлять собой и просто проявление тревоги, которая сопутствует депрессии у многих пациентов. Кроме того, отмечается, что раздражительность и отвлекаемость представляют собой не специфичные для смешанной депрессии симптомы, которые могут встречаться и при других психических расстройствах.

## Желательные обследования и анализы
У пациентов с симптомами смешанной депрессии желательно провести такие обследования и анализы (в том числе для исключения соматических заболеваний, которые могут являться причиной аффективного расстройства):
- Сбор анамнеза жизни пациента
- Изучение семейного анализа в целях выявления кардиометаболического риска
- Измерение окружности талии и/или определение индекса массы тела
- Измерение кровяного давления
- Полный анализ крови
- Определение уровня электролитов, мочевины и креатинина
- Химико-токсикологическое исследование мочи для выявления психоактивных веществ
- Определение уровня глюкозы натощак
- Измерение липидного профиля натощак
- Биохимический анализ крови на ферменты печени
- Анализы на гепатит A, B, C и на сифилис
- Определение скорости клубочковой фильтрации
- Анализ на тромбоциты
- Определение уровня ТТГ
- Анализ на билирубин
- Электрокардиограмма
- Определение уровня пролактина
- Тест на беременность

## Лечение
Монотерапия антидепрессантами, по-видимому, не должна применяться у пациентов со смешанной депрессией любого типа (будь то униполярная депрессия либо депрессия в рамках биполярного расстройства I или II типа), учитывая высказывающиеся исследователями сомнения относительно эффективности антидепрессантов при биполярных расстройствах и способность данных препаратов дестабилизировать настроение. Если пациент уже получает монотерапию антидепрессантами, эта монотерапия должна быть прекращена (либо должен быть отменён антидепрессант, либо добавлен к антидепрессанту атипичный нейролептик или стабилизатор настроения, такой как литий, вальпроат, карбамазепин). Особенно высокий риск инверсии аффекта возникает при терапии ТЦА и СИОЗСиН — значительно больший, чем при терапии, в частности, СИОЗС и бупропионом.
Пациентов со смешанной депрессией следует регулярно контролировать на предмет возникновения или усиления (гипо)мании или суицидальных тенденций.
В настоящее время не существует психотропных средств, одобренных для терапии смешанной депрессии Управлением по санитарному надзору за качеством пищевых продуктов и медикаментов или Европейским агентством лекарственных средств, однако в исследованиях была показана некоторая эффективность при этом состоянии таких атипичных антипсихотиков, как азенапин, луразидон, оланзапин, кветиапин и зипразидон. Стоит учитывать, что не все атипичные антипсихотики продемонстрировали эффективность при биполярной депрессии. Карипразин и арипипразол показали некоторую эффективность в снижении как маниакальных, так и депрессивных симптомов.
К препаратам первой линии при смешанной депрессии относятся луразидон, азенапин, кветиапин, кветиапин XR (т. е. кветиапин пролонгированного действия), арипипразол, зипрасидон.
К препаратам второй линии относятся ламотриджин, вальпроат, литий, карипразин, оланзапин; сочетание атипичного антипсихотика с литием, или ламотриджином, или вальпроатом; сочетание лития с вальпроатом; ламотриджина с литием или с вальпроатом; оланзапина с флуоксетином.
Третья линия терапии — монотерапия карбамазепином; сочетание лития с карбамазепином; сочетание лития с прамипексолом; ЭСТ; сочетание бупропиона с литием, либо ламотриджином, либо вальпроатом, либо атипичным антипсихотиком; сочетание антидепрессанта группы СИОЗС с литием, либо ламотриджином, либо вальпроатом, либо атипичным антипсихотиком; сочетание антидепрессанта группы ИМАО с литием, либо ламотриджином, либо вальпроатом, либо атипичным антипсихотиком; добавление к основным препаратам какого-либо из следующих препаратов: модафинил, армодафинил, прамипексол, фолиевая кислота, инозитол, кетамин, ацетилцистеин, омега-3-ненасыщенные жирные кислоты, рамелтеон, целекоксиб.
Не рекомендуется назначение сочетания карбамазепина с оланзапином или рисперидоном, как и монотерапия топираматом или монотерапия антидепрессантами.
Если монотерапия оказалась неэффективной или недостаточно эффективной, можно использовать сочетание препаратов:
- Атипичный антипсихотик и стабилизатор настроения (т. е. литий или противосудорожный препарат)
- Атипичный антипсихотик и антидепрессант
- Стабилизатор настроения и антидепрессант

Однако сомнительно, приносит ли пользу добавление антидепрессанта к стабилизатору настроения или атипичному антипсихотику у пациентов с биполярным расстройством. К тому же (гипо)маниакальные симптомы, раздражительность, дисфория и бессонница могут возникать или усиливаться во время терапии антидепрессантами даже тогда, когда антидепрессанты сочетаются со средствами, стабилизирующими настроение. Тем более сомнительна польза антидепрессантов при длительном лечении, хотя они могут эффективно применяться у небольшого меньшинства пациентов в долгосрочной перспективе, особенно если есть сильный первоначальный терапевтический эффект или ремиссия без признаков дестабилизации настроения.
Использование стабилизаторов настроения и атипичных антипсихотиков связано со значительным риском побочных эффектов, так что необходимо информировать пациентов о возможных побочных эффектах и контролировать их возможное появление; сделать уменьшение побочных эффектов приоритетом, снижая дозы препаратов и применяя те графики их приёма, которые минимизируют их побочные эффекты (например, назначая все седативные препараты перед сном). Некоторым пациентам со смешанной депрессией требуются более низкие дозы препаратов, чем те, что используются при лечении маниакального синдрома.
При приёме стабилизаторов настроения (лития, вальпроата, карбамазепина, ламотриджина) или атипичных антипсихотиков необходимы некоторые регулярные обследования и анализы, позволяющие выявить побочные эффекты. В частности, при терапии атипичными антипсихотиками следует регулярно контролировать массу тела пациента, кровяное давление, уровень глюкозы натощак, уровень липидов натощак, уровень пролактина, а также регулярно делать ЭЭГ.
Дополнительно к атипичным антипсихотикам или стабилизаторам настроения могут применяться лекарственные средства, используемые для краткосрочной терапии (например, бензодиазепины), в тех случаях, когда присутствует острая тревога или появляются ранние симптомы рецидива. Снотворные можно добавлять в схему терапии в случае, если препараты, предназначенные для лечения аффективных расстройств, не помогают пациенту от бессонницы.
Могут применяться также психосоциальные вмешательства, особенно те, которые направлены на модификацию образа жизни, например межличностная социальная ритмическая терапия. Полезны семейное психообразование, групповое психообразование, когнитивно-поведенческая терапия.
Предполагается, что транскраниальная магнитная стимуляция может иметь некоторую эффективность при смешанной депрессии, однако данный вывод основан лишь на данных предварительных исследований этого метода, причём при «чистой» биполярной депрессии. Транскраниальную магнитную стимуляцию следует применять только после того, как испробованы другие варианты лечения.
После купирования симптомов необходима длительная поддерживающая терапия (на неопределённо долгий срок) пероральными препаратами, направленная на предотвращение новых эпизодов аффективного расстройства и на достижение адекватного контроля остаточных или хронических аффективных симптомов. Как правило, после купирования симптомов лучше отменить антидепрессант, поскольку не существует убедительных доказательств в пользу длительного лечения антидепрессантами при смешанной депрессии, и лишь у небольшого количества пациентов, у которых наблюдался сильный первоначальный терапевтический эффект антидепрессанта, целесообразно применять его в составе комбинированной терапии длительное время.
В случае, если всё же необходимо прекращение долгосрочного лечения, следует осуществлять постепенную отмену препаратов — в течение не менее двух недель, а предпочтительно и дольше. В частности, резкое прекращение приёма лития связано с риском раннего рецидива мании у пациентов с биполярным расстройством.

## Сноски
Примечания
1. ↑  В англоязычной специальной литературе атипичные нейролептики нередко не относят к стабилизаторам настроения (нормотимикам), и в таких случаях к стабилизаторам настроения относят только препараты лития и некоторые из противоэпилептических препаратов (прежде всего вальпроаты, карбамазепин, ламотриджин). Здесь термин «стабилизаторы настроения» употребляется в том значении, в котором его используют авторы приведенного источника.

Источники
1. 1 2 3 4 5 6 7 8 9 10 11 12 13 14 15 16 17 18 19 20 21 22 23 24 25 26 27 28 29 30 31 32 33  Stahl S. M., Morrissette D. A., Faedda G., Fava M., Goldberg J. F., Keck P. E., Lee Y., Malhi G., Marangoni C., McElroy S. L., Ostacher M., Rosenblat J. D., Solé E., Suppes T., Takeshima M., Thase M. E., Vieta E., Young A., Zimmerman M., McIntyre R. S. Guidelines for the recognition and management of mixed depression. (англ.) // CNS Spectrums. — 2017. — April (vol. 22, no. 2). — P. 203—219. — doi:10.1017/S1092852917000165. — PMID 28421980. [исправить]
2. ↑  Frye M. A., Helleman G., McElroy S. L., Altshuler L. L., Black D. O., Keck Jr. P. E., Nolen W. A., Kupka R., Leverich G. S., Grunze H., Mintz J., Post R. M., Suppes T. Correlates of treatment-emergent mania associated with antidepressant treatment in bipolar depression. (англ.) // The American Journal Of Psychiatry. — 2009. — February (vol. 166, no. 2). — P. 164—172. — doi:10.1176/appi.ajp.2008.08030322. — PMID 19015231. [исправить]
3. 1 2 3 4 5 6 7 8 9  Аведисова А. С., Воробьев Р. В. Типология смешанных депрессивных состояний в клинике биполярного аффективного расстройства // Журнал неврологии и психиатрии им. С. С. Корсакова. — 2014. — № 114(1). — С. 16—25.
4. 1 2 3  Sani G., Napoletano F., Vöhringer P. A., Sullivan M., Simonetti A., Koukopoulos A., Danese E., Girardi P., Ghaemi N. Mixed depression: clinical features and predictors of its onset associated with antidepressant use. (англ.) // Psychotherapy And Psychosomatics. — 2014. — Vol. 83, no. 4. — P. 213—221. — doi:10.1159/000358808. — PMID 24970376. [исправить]
5. 1 2  Rihmer Z., Gonda X. Antidepressant-resistant depression and antidepressant-associated suicidal behaviour: the role of underlying bipolarity. (англ.) // Depression Research And Treatment. — 2011. — Vol. 2011. — P. 906462—906462. — doi:10.1155/2011/906462. — PMID 21603142. [исправить]
6. ↑  Benazzi F. Depressive mixed states: unipolar and bipolar II. (англ.) // European Archives Of Psychiatry And Clinical Neuroscience. — 2000. — Vol. 250, no. 5. — P. 249—253. — doi:10.1007/s004060070014. — PMID 11097167. [исправить]
7. ↑  Vázquez G. H., Lolich M., Cabrera C., Jokic R., Kolar D., Tondo L., Baldessarini R. J. Mixed symptoms in major depressive and bipolar disorders: A systematic review. (англ.) // Journal Of Affective Disorders. — 2018. — 1 January (vol. 225). — P. 756—760. — doi:10.1016/j.jad.2017.09.006. — PMID 28922738. [исправить]
8. 1 2  Rosenberg J. The Effects of Misdiagnosing Depression With Mixed Features as Unipolar Depression. Neuroscience Education Institute (NEI) 2017 Congress. Дата обращения: 14 декабря 2019. Архивировано 13 декабря 2019 года.
9. ↑  Targum S. D., Nierenberg A. The complexity of "mixed" depression: a common clinical presentation. (англ.) // Innovations In Clinical Neuroscience. — 2011. — June (vol. 8, no. 6). — P. 38—42. — PMID 21779541. [исправить]